# Sphaeroma globicauda
Sphaeroma globicauda là một loài chân đều trong họ Sphaeromatidae. Loài này được Dana miêu tả khoa học năm 1853.